# Intrinzično verovanje
Pri intrinzičnem verovanju vernik vero ponotranji, torej veruje zaradi notranjih potreb, želja ipd. Določeni veri pripada, ker tako čuti v sebi .